# Klugia palpalis
Klugia palpalis är en tvåvingeart som beskrevs av Robineau-desvoidy 1863. Klugia palpalis ingår i släktet Klugia och familjen parasitflugor.
Artens utbredningsområde är Frankrike. Inga underarter finns listade i Catalogue of Life.